# Satisfaction (песня Бенни Бенасси)
«Satisfaction» (рус. Удовлетворение) — сингл итальянского продюсера Бенни Бенасси из альбома «Hypnotica», 2003 год. Этот сингл был первым в карьере музыканта, однако стал самым популярным, вплоть до второй строчки чартов в Великобритании.

## Музыкальные клипы
На песню было снято две версии клипа. В первой показываются 4 человека с обложки альбома Hypnotica, которые неподвижно стоят, в то время как в кадре демонстрируется наложенная анимация: изображение поющих вместе с песней губ мужчины и женщины, а также различные нарисованные узоры. Этот клип не обрёл большую популярность.
Во второй версии клипа показываются девушки в открытых купальниках, которые в сексуальной манере взаимодействуют с различными строительными инструментами. Клип напоминает рекламу этих инструментов, так как с каждым появлением в видео нового инструмента высвечивается его название и технические характеристики. В видео снимались модели мужских журналов — Джерри Бирн, Текла Рот и Наташа Мели, Playmate — модель Сюзанна Стокс и Page 3 girl (модель, чьё фото представлено на третьей странице журнала The Sun) — Лена Франки

## Версии
| №   | Название                                         | Длительность |
| --- | ------------------------------------------------ | ------------ |
| 1.  | «Satisfaction (Radio Edit)»                      | 3:19         |
| 2.  | «Satisfaction (Isak Original)»                   | 6:39         |
| 3.  | «Satisfaction (Voltaxx Radio Edit)»              | 3:42         |
| 4.  | «Satisfaction (Greece Dub)»                      | 6:40         |
| 5.  | «Satisfaction (Robbie Rivera Remix)»             | 7:51         |
| 6.  | «Satisfaction (Steve Murano Remix)»              | 8:24         |
| 7.  | «Satisfaction (Voltaxx Remix)»                   | 5:43         |
| 8.  | «Satisfaction (DJ I.C.O.N. Remix)»               | 5:29         |
| 9.  | «Satisfaction (B-Deep Remix)»                    | 6:28         |
| 10. | «Satisfaction (Isak Original Instrumental)»      | 6:39         |
| 11. | «Satisfaction (Greece Dub Instrumental)»         | 6:40         |
| 12. | «Satisfaction (Isak Original Edit)»              | 4:06         |
| 13. | «Satisfaction (Shifta remix)»                    | 4:33         |
| 14. | «Satisfaction (Afrojack remix)»                  | 4:31         |
| 15. | «Satisfaction (Dimitri Vegas & Like Mike Remix)» | 6:39         |
| 16. | «Satisfaction (RL Grime Remix)»                  | 4:19         |
| 17. | «Satisfaction (Chesterfield remix)»              | 4:40         |

## Список композиций
| CD single 1. «Satisfaction» (Isak original edit) —4:06 2. «Satisfaction» (Isak original) —6:36 CD single 1. «Satisfaction» (Isak original edit) —3:58 2. «Satisfaction» (DJ Ruthless and Vorwerk mix) —6:04 3. «Satisfaction» (B. Deep remix) —6:27 4. «Satisfaction» (Isak original) —6:36 5. «Satisfaction» (a cappella)—6:15 CD maxi 1. «Satisfaction» (Mokkas radio) —3:54 2. «Satisfaction» (Voltaxx radio remix) —3:39 3. «Satisfaction» (Voltaxx extended remix) —5:39 4. «Satisfaction» (Isak original) —6:36 5. «Satisfaction» (Greece dub) —6:38 6. «Satisfaction» (B. Deep remix) —6:27 7. «Satisfaction» (DJ ICON remix) —5:29 | 12" maxi 1. «Satisfaction» (Isak original)—6:36 2. «Satisfaction» (DJ ICON remix)—5:29 3. «Satisfaction» (Voltaxx remix)—5:39 4. «Satisfaction» (Greece dub)—6:38 5. «Satisfaction» (B. Deep remix)—6:37 12" maxi — Remixes 1. "Satisfaction (Robbie Rivera remix)—6:14 2. "Satisfaction (surprise package) —8:28 |

## История выпусков
| Страна         | Дата выпуска    |
| -------------- | --------------- |
| Италия         | 12 июня 2002    |
| Франция        | 13 января 2003  |
| Германия       | 25 февраля 2003 |
| Великобритания | 14 июля 2003    |

## Чарты и сертификаты
| Чарт (2003)                              | Место |
| ---------------------------------------- | ----- |
| Австралия (ARIA)                         | 10    |
| Бельгия/Фландрия (Ultratop 50)           | 14    |
| Бельгия/Валлония (Ultratop 50)           | 4     |
| Дания (Tracklisten)                      | 17    |
| Франция (SNEP)                           | 4     |
| Германия (GfK)                           | 38    |
| Венгрия (Dance Top 40)                   | 2     |
| (IRMA)                                   | 11    |
| Нидерланды (Dutch Top 40)                | 16    |
| Швейцария (Schweizer Hitparade)          | 44    |
| UK Singles (The Official Charts Company) | 2     |
| UK Dance (The Official Charts Company)   | 1     |

| Чарт (2003)                      | Место |
| -------------------------------- | ----- |
| Australian Singles Chart         | 81    |
| Belgian (Flanders) Singles Chart | 43    |
| Belgian (Wallonia) Singles Chart | 20    |
| Dutch Top 40                     | 83    |
| French Singles Chart             | 14    |

| Страна    | Сертификат | Дата           | Продано |
| --------- | ---------- | -------------- | ------- |
| Австралия | золотой    | 2003           | 35 000  |
| Бельгия   | золотой    | 4 октября 2003 | 20 000  |
| Франция   | золотой    | 24 ноября 2003 | 250 000 |
| США       | золотой    | 1 декабря 2009 | 500 000 |